# Campionati europei di tuffi 2025 - Squadra mista
Template:TuffiEuropei2025
La gara a squadre ai campionati europei di tuffi 2025 si è svolta il 22 maggio 2025 presso la Gloria Sports Arena di Antalya. Hanno preso parte alla competizione sette squadre nazionali, formate da quattro tuffatori ciascuna

## Risultati
| Pos. | Atleti | Squadra       | Punti  |
| ---- | --- | ------------- | ------ |
|      | Kseniia Bailo Kirill Boliukh Sofiia Lyskun Oleksii Sereda                                                  | Ucraina       | 407.20 |
|      | Lena Corona Hentschel Pauline Alexandra Pfeif Ole Johannes Rosler Moritz Linus Wesemann                    | Germania      | 400.60 |
|      | Riccardo Giovannini Sarah Jodoin Di Maria Chiara Pellacani Matteo Santoro                                  | Italia        | 360.40 |
| 4    | Maria Lukaszewicz Robert Lukaszewicz Andrzej Rzeszutek Kaja Skrzek                                         | Polonia       | 354.10 |
| 5    | Valeria Angelina Antolino Pacheco Jorge Rodriguez Ledesma Ana Carvajal San Miguel Juan Pablo Cortes Zapata | Spagna        | 319.55 |
| 6    | Matthew Dixon Hannah Newbrook Amy Rollinson Robbie Wood                                                    | Gran Bretagna | 300.10 |
| 7    | Aleksandra Bibikina Arman Enokyan Marat Grigoryan Alisa Zakaryan                                           | Armenia       | 217.70 |